# Ernest Fenollosa
Ernest Francisco Fenollosa (Salem, Massachusetts, 18 de febrero de 1853-Londres, 21 de septiembre de 1908) fue un japonólogo, historiador del arte, traductor y poeta estadounidense, cuyos estudios están impregnados de un fuerte carácter orientalista.

## Biografía
Hijo del pianista y violinista español Manuel Francisco Ciriaco Fenollosa del Pino, nacido en Málaga en 1818, y de la estadounidense Mary Silsbee, miembro de una prominente familia en Boston. Su padre dio varios conciertos en los Estados Unidos y se estableció, a invitación de un potentado y filántropo local, en Salem (Massachusetts) para dar clases privadas de música. Allí conoció a su esposa Mary, una de sus alumnas, de la que nació el futuro orientalista el 18 de febrero de 1853. Acudió a la escuela elemental, secundaria e instituto de Salem, y estudió Filosofía y Sociología en Harvard, donde se licenció en 1874, adquiriendo un gran conocimiento de la obra de Hegel y Herbert Spencer.
Estudió durante un año en la escuela de arte del Museo de Bellas Artes de Boston, tiempo durante el cual se casó con Elizabeth Goodhue Millett (1853-1920). Por invitación del orientalista y zoólogo estadounidense Edward Sylvester Morse, marchó a la Universidad Imperial de Tokio en 1878 como profesor de Lógica y Estética, y finalmente de Economía Política en plena época de la Restauración Meiji. Allí quedó impresionado por el arte tradicional japonés y sus técnicas, especialmente el concentrado en sus templos, que se puso a estudiar con fervor mientras los mismos japoneses, empeñados en la occidentalización, despreciaban estas manifestaciones originales de su cultura, que él se esforzó en preservar. Coleccionó pinturas, porcelanas, lacas, bronces y grabados impresos, que la caída del feudalismo en Japón consideraba inútiles.

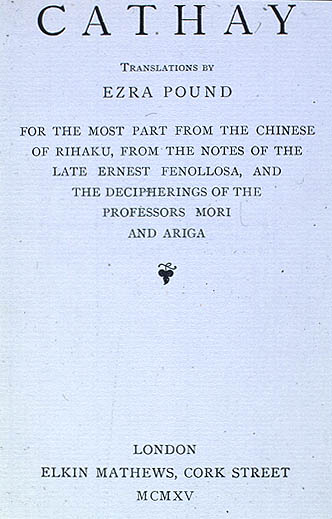
Cubierta de Cathay, de Ezra Pound (1915), basado en traducciones de Fenollosa

En 1881 Fenollosa financió una exposición en Tokio de este arte representativo japonés y en 1882 dio una conferencia titulada Bijutsu shinsetsu («La teoría real del arte»), en la que lamentaba la pérdida del estilo tradicional de pintura japonés a causa de la boga de los estilos y modelos occidentales. Este discurso causó una profunda impresión, y el arte tradicional empezó a revalorizarse en Japón, de forma que incluso se creó bajo su supervisión un Museo Imperial de Bellas Artes. Sus puntos de vista interesaron a los artistas Kanō Hōgai y Hashimoto Gahō, pioneros de un movimiento que quiso revivir la escuela tradicional de pintura japonesa, inspirándose en Fenollosa.
En este periodo estudió también el teatro nō y tradujo cincuenta de sus piezas, jugando un importante papel en la preservación de esta forma tradicional de teatro. Sus estudios y viajes y su dominio del japonés y, posteriormente, del mandarín clásico, así como su trato asiduo con maestros y monjes budistas derivaron en que abrazara el budismo en la década de los ochenta y en que en 1896, cuando visitó el templo Hômyô, fuera ordenado monje con el nombre de Teishin por el reverendo abad Sakurai Keitoku. Su segunda esposa, Mary Fenollosa, y su gran amigo, el orientalista William Sturgis Bigelow, también se convirtieron con él bajo su influjo.
En 1886 Fenollosa y su amigo el crítico Okakura Kakuzō fueron comisionados por el Gobierno japonés para marchar a Europa a estudiar los métodos de enseñanza y restauración de las Bellas Artes. El emperador Meiji le encargó también que divulgara el arte tradicional japonés entre los norteamericanos. A su vuelta a Tokio ayudó a fundar en 1887 la Escuela de Bellas Artes de Tokio y a crear una ley para preservar los templos antiguos y sus tesoros artísticos.
Durante cinco años, desde 1890, Fenollosa encabezó el departamento oriental del Museo de Bellas Artes de Boston, al que dotó de una gran colección de más de mil pinturas. Como escritor compuso The Discovery of America and Other Poems, que apareció en 1893. Cuando se divorció de su primera esposa, su nuevo e inmediato matrimonio en 1895 con la escritora Mary McNeill Scott indignó a la sociedad de Boston. Fenollosa fue despedido del Museo en 1896. 
Visitó brevemente Japón en 1896 y volvió otra vez en 1897 más largamente. Su recibimiento en esta ocasión fue más frío y sólo se le ofreció el puesto de profesor de Inglés en la Escuela Imperial Normal de Magisterio. Frustrado, volvió a los Estados Unidos en 1900 como profesor de la Universidad de Columbia. Hizo un cuarto viaje a Japón en 1908, en cuyo curso murió de un ataque al corazón en Londres. Sus cenizas fueron enviadas a Japón y está sepultado en el templo Hômyô Mii-dera-Onjôji de Otsu, en el lago Biwa y cerca de Kyōto, junto a su mujer Mary y su amigo el orientalista William Sturgis Bigelow.

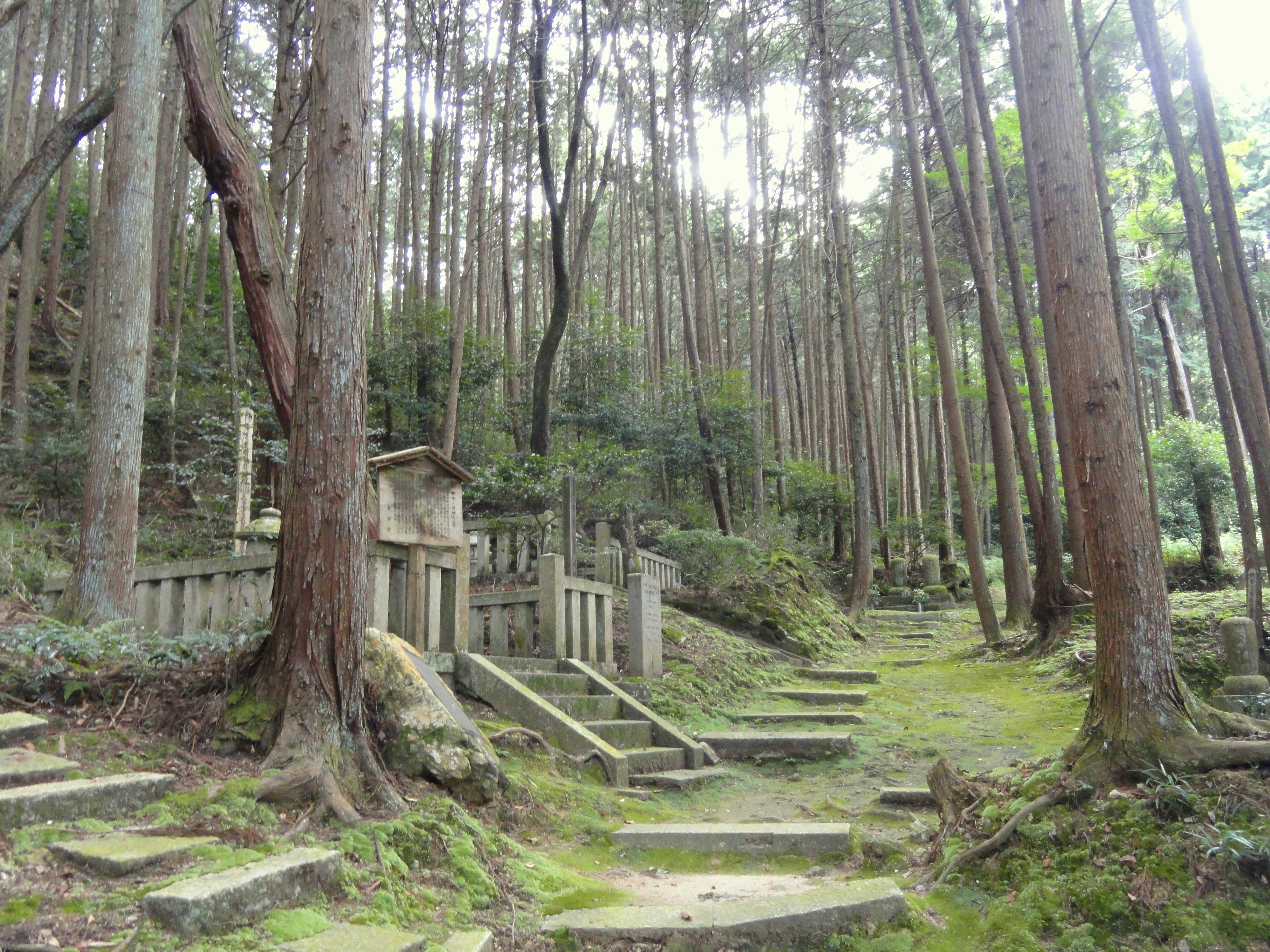
Tumba de Ernest Fenollosa, en el cementerio del templo Hômyô Mii-dera-Onjôji, en el lago Biwa, Ōtsu, prefectura de Shiga

En la época de su muerte estaba completando un primer esbozo de los dos volúmenes de su obra maestra, Epochs of Chinese and Japanese Art. Su segunda mujer, la novelista Mary Fenollosa, realizó las correcciones oportunas y suplió las carencias de nombres de pintores y templos para que la obra apareciera completa al fin en 1912. Su viuda ofreció también los manuscritos de su marido al poeta Ezra Pound, en el que figuraba una larga cifra de traducciones de poesías del chino clásico y de dramas nō japoneses, que Pound, con ayuda del orientalista Arthur Waley, reformuló en forma poética inglesa y publicó con gran éxito entre 1915 y 1917. Estas obras son respectivamente Cathay, Noh, or Accomplishment: A Study of the Classical Stage of Japan y un estudio titulado The Chinese Written Character as a Medium for Poetry, de largo influjo en el modernismo anglonorteamericano y especialmente en la estética del imagismo.
Según los estándares occidentales, Fenollosa es considerado el fundador de la moderna historia del arte japonés. En su investigación de un arte remoto y extraño, Fenollosa abordó concepciones y principios no reconocidos en Occidente que desde entonces fructificaron en la pintura y poesía occidentales de vanguardia. Fue un precursor, sin saberlo y sin ser reconocido como tal, asimismo, del arte literario de vanguardia. En Japón recuperó, o ayudó en gran medida a recuperar, el respeto por el arte autóctono. Asimismo, creó interesantes comparaciones, paralelismos y correspondencias entre el arte oriental y el occidental.
El 15 de abril de 2023, el Ayuntamiento de Málaga, a petición de la asociación de exbecarios españoles del Monbusho en Japón, le otorgó su nombre a una calle, en reconocimiento a su labor.

## Obras escogidas
- The Discovery of America and Other Poems, 1893.
- «The nature of Fine Arts», en The Lotos, núms. 9 y 10 (1896).
- The Masters of Ukioye: a Complete Historical Description of Japanese Paintings and Color Prints of the Genre School, Nueva York: The Knickerbocker Press, 1896.
- Epochs of Chinese and Japanese Art, Londres: William Heineman, 1912.
- "Noh" or Accomplishment: A Study of the Classical Stage of Japan, with Ezra Pound, Londres: Macmillan and Co., 1916.
- The Chinese Written Character as a Medium for Poetry, composed by the Ernest Fenollosa, edited by Ezra Pound after the author's death, 1918. Existe edición crítica de 2008. Traducido al español en 1977 y más tarde con el título El carácter de la escritura china como medio poético. Introducción y traducción de Mariano Antolín Rato. Madrid: Visor, 2002.
- Ezra Pound, Cathay: For the Most Part from the Chinese of Rihaku, from the notes of the late Ernest Fenollosa, and the Decipherings of the Professors Mori and Ariga, Londres: Elkin Mathews, 1915.